# Plaucja Urgulanilla
Plaucja Urgulanilla (Plautia Urgulanilla) – Rzymianka pochodząca z arystokratycznego rodu Plaucjuszów Sylwanów. Ojcem jej był Marek Plaucjusz Sylwan (Marcus Platius Silvanus) konsul w 2 r. n.e., namiestnik prowincji Azji, nagrodzony oznakami triumfalnymi za zasługi w tłumieniu powstań w Dalmacji i Panonii.

## Życiorys
Urgulanilla imię zawdzięcza swojej babce, Urgulanii, wpływowej przyjaciółce cesarzowej Liwii. Prawdopodobnie około 8–10 r. n.e. Urgulanilla została pierwszą żoną przyszłego cesarza Klaudiusza. Urodził im się syn Druzus IV. Jej brat, Plaucjusz Sylwan, pretor, został oskarżony o zamordowanie swojej żony, Apronii, poprzez wypchnięcie jej z okna. Bronił się, twierdząc, że jego żona popełniła samobójstwo, gdy on był pogrążony we śnie. Cesarz Tyberiusz osobiście stwierdził, że w domu Plaucjusza widoczne są ślady oporu, jaki stawiała Apronia i jej wypchnięcia. W obliczu procesu i pewnego skazania, Urgulania posłała wnukowi sztylet, dając do zrozumienia, że powinien popełnić samobójstwo, co też ten uczynił. Urgulanilla została przez Klaudiusza oskarżona o współudział w morderstwie żony jej brata, o nieobyczajność i cudzołóstwo. Urodzonej ok. 25 n.e. dziewczynki Klaudii Klaudiusz nie uznał za swoją córkę i kazał ją zostawić na progu domu Urgulanilli. Klaudiusz przeprowadził rozwód, nic nie wiadomo o dalszych losach Urgulanilli i jej córki.

## Drzewo Genealogiczne
| Marek Plaucjusz Sylwan |
| \| 1. Urgulania \|     |
| 1. Urgulania           |

| 1. Urgulania |

| Marek Plaucjusz Sylwan |
| konsul 2 n.e.          |
| \| 1. Larcja \|        |
| 1. Larcja              |

| 1. Larcja |

| Plaucja Urgulanilla       |
| \| 1. Klaudiusz cesarz \| |
| 1. Klaudiusz cesarz       |

| 1. Klaudiusz cesarz |

| Plaucjusz Sylwan                      |
| pretor, oskarżony o zamordowanie żony |
| \| 1. Numantyna \| \| 2. Apronia \|   |
| 1. Numantyna                          |
| 2. Apronia                            |

| 1. Numantyna |
| 2. Apronia   |

| Aulus Plaucjusz Urgulanius |
| zmarł jako młody chłopiec  |

| Druzus IV |

| Klaudia                    |
| nieuznana przez Klaudiusza |